# 滝沢枝里
滝沢 枝里（たきざわ えり、現姓：島田、1971年3月20日 - ）は、石川県金沢市在住のフリーアナウンサー、ラジオパーソナリティ、話し方のコンサルタント、金沢製菓調理専門学校非常勤講師、ティータイムオーガナイザー、紅茶専門店『銀の芽』の代表、紅茶教室『ティーアトリエ silver Tips』の主幸、元信越放送のアナウンサー。

## 略歴・人物
- 愛知県犬山市出身[1]。滝高等学校卒業後の1989年、関西大学文学部国文学科に入学[1]。在学中の1991年に吹田ケーブルテレビ（現在のJ:COM吹田）で市広報番組『お元気ですか!市民のみなさん』のキャスターを務め、同年には今宮戒神社福娘にも選出[1]。大学卒業後の1993年、信越放送にアナウンサーとして入社[1]。同局初の長野県外出身者によるアナウンサーでもあった。翌1994年にSBCニュースワイドのメインキャスターへ抜擢[1]。1998年に長野パラリンピックの取材も担当[1]。1999年に紅茶講師の資格を取得。結婚に伴い、同年に信越放送を退職して、フリーへ転向[1]。以降は石川県金沢市に移住し、2000年に紅茶のネット通販と講師業で起業する一方、信越放送の系列局・北陸放送、えふえむ・エヌ・ワンのラジオパーソナリティとしても活動を開始[1]。2005年にレギュラー番組の『ストア!オールディーズ』（えふえむ・エヌ・ワン）がギャラクシー賞を受賞[1]。2007年にジャパンハーブソサエティー中級インストラクターの資格を取得[1]。2014年に独自に肩書き『ティータイムオーガナイザー』を名乗る[1]。2015年に話し方のレッスン、2016年に話し方のコンサルタント業をスタートした[1]。

## 信越放送在籍時の担当番組

### テレビ
- SBCニュースワイド
- テレビ県民室

### ラジオ
- 滝沢枝里のステキコレクション
- 長野オリンピック閉会式の実況生中継
- SBCこども音楽コンクールの司会

## フリー転向後
- 笹原忠義のさばのみそ煮（MROラジオ）
- 好きっと!土曜日（同）
- 今日も"シャキッ"っと（同）
- 石川名物!GOGOは本多町3丁目（同）
- 滝沢枝里のおしゃべりテラス（えふえむ・エヌ・ワン）
- ストア!オールディーズ（同）

## 連載
- 中日新聞プラス『達人に託け!』